# 스튜 하트

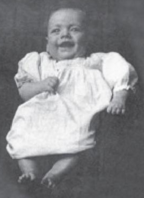

스튜 하트(Stu Hart, 1915년 5월 3일 ~ 2003년 10월 16일)는 캐나다의 전 프로 레슬러이다. 아들 브렛 하트를 비롯해 트레이너로 많은 선수를 프로 레슬링계에 배출하고 하트 가문을 프로 레슬링의 명문으로 만든 인물이다.

## 같이 보기
- 더 하트 다이너스티